# Jerzy Grotowski

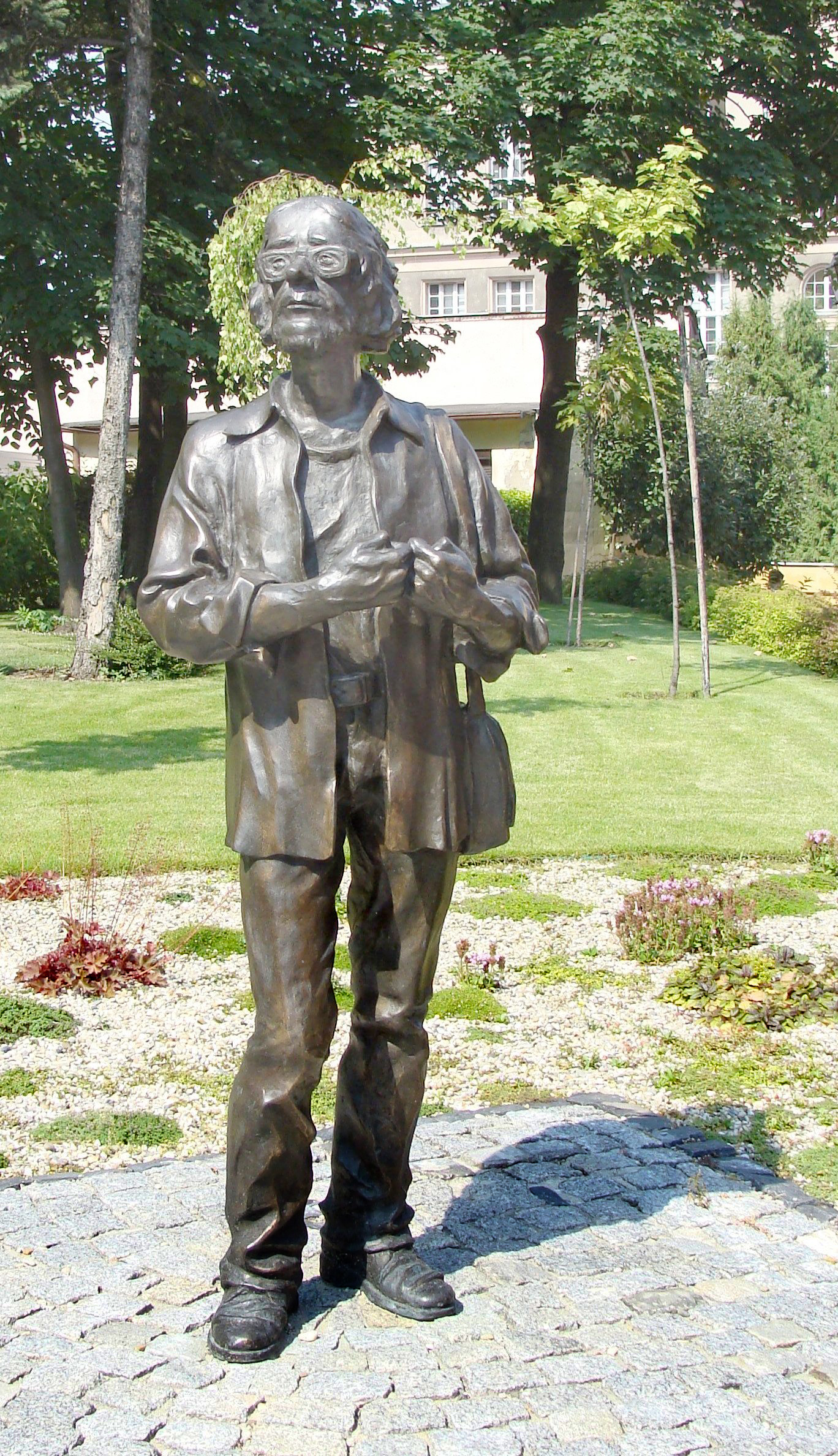
Statue von Jerzy Grotowski in Opole

Jerzy Marian Grotowski (* 11. November oder 11. August 1933 in Rzeszów, Polen; † 14. Januar 1999 in Pontedera, Italien) war ein polnischer Regisseur und Theaterleiter, -methodiker, -theoretiker und -reformer. Er gilt als einer der führenden Vertreter der Theateravantgarde, Mitbegründer der Theateranthropologie und zusammen mit Henryk Tomaszewski und Tadeusz Kantor als einer der größten Künstler des polnischen Theaters des 20. Jahrhunderts.

## Leben
Bis zum Beginn des Zweiten Weltkriegs lebte seine Familie in Przemyśl und wurde dann getrennt. Seine Mutter zog mit ihm in ein kleines Dorf und sein Vater wurde Offizier der polnischen Armee. Nach der Kapitulation Polens 1939 floh der Vater nach England und wurde Soldat einer polnischen Division innerhalb der britischen Armee.
1955 beendete Grotowski ein Schauspielstudium in Kraków (Krakau) und ging dann nach Moskau. Dort lernte er die Theaterkunst der russischen Avantgardisten, aber auch die Schauspielertrainingsmethoden Stanislawskis, die „rhythmischen Übungen“ von Charles Dullin, das „bio-mechanische Training“ Meyerholds sowie Wachtangows Synthese kennen, die ihn ebenso beeinflussten wie Bertolt Brecht oder Antonin Artaud. 1956 kehrte er nach einer Reise nach Mittelasien und China, wo er die Peking-Oper, das indische Kathakali und das japanische No-Theater studierte, nach Polen an die Schauspielschule in Krakau zurück, um ein Regiestudium zu beginnen, das er 1960 mit dem Regie-Diplom abschloss.

## Das Teatr Laboratorium
Noch während des Studiums übernahm er 1959 mit dem Literaturkritiker Ludwik Flaszen (1930–2020) das Teatr 13 Rzędów, das Theater der 13 Reihen (mit insgesamt 34 Plätzen) in Opole (Oppeln), das später in „Teatr Laboratorium 13 Rzędów“ umbenannt wurde. Zuvor hatte er schon bei verschiedenen Bühnen und beim polnischen Rundfunk Regie geführt. Das Theater der 13 Reihen war ein experimentelles Theater und gleichzeitig ein Theaterlaboratorium zur Erforschung der Theater- und Schauspielkunst. Zwischen 1961 und 1968 beschäftigte sich Grotowski hauptsächlich mit der Ausbildung der Schauspieler, der Körper trat in den Mittelpunkt seiner Forschung mittels vergleichender Theateranthropologie. Die Verbindung von Leben und Theater wurde immer wichtiger, es kam zu einer Neudefinition der Zuschauer-/Schauspielerrolle und einer Öffnung der Schauorte. Sein Konzept des „armen Theaters“ entstand.
Zu den Gründungsmitgliedern gehörten die Schauspieler Rena Mirecka, Antoni Jaholkowski und Zygmunt Molik, später auch Ryszard Cieślak (Auszeichnung: bester Schauspieler des Off-Broadway der Saison 1969/70 in zwei Kategorien; zum ersten Mal an einen Schauspieler, der nicht in Englisch spielt), der zu Grotowskis engsten Mitarbeitern zählte, weil er seine Methode am besten umsetzen konnte, und Zbigniew Cynkutis. Einer seiner Schüler während der Zeit in Opole war Eugenio Barba, der auf den Grundlagen seiner Arbeit mit Grotowski das Odin Teatret in Oslo gründete (siehe dazu auch: Straßentheater).
Am 2. Januar 1965 zog das Theater nach Wrocław (Breslau) um und bekam dort den offiziellen Status eines Instituts. Der vollständige Name war „Theater Laboratorium der 13 Reihen – Forschungsinstitut für schauspielerische Methode“. Ab 1966 wurden die dreizehn Reihen im Titel gestrichen, ab 1975 nur noch „Institut Laboratorium“. Der o. g. Schauspielerstamm wurde um Elizabeth Albahaca, Andrzej Paluchiewicz und Stanisław Scierski erweitert. Noch später kamen Irena Rycyk, Zbigniew Kosłowski, Teo Spychalski und Jacek Smisłowski hinzu, wobei zu bemerken ist, dass es eine gewisse Fluktuation unter den Schauspielern des Laboratoriums gab. Alle in diesem Artikel genannten jedoch blieben von ihrem jeweiligen Zugang an über den gesamten Zeitraum des Bestehens des Theaters und leiteten teilweise auch nachfolgende Institute.
Nach dem Ende des Theaterlaboratoriums gründete Grotowskis zeitweilige Assistentin Teresa Nawrot 1984 eine Schule für Schauspiel und Film in Berlin, „in der die Trainingsmethoden, die Schauspieltechnik und die Philosophie von Grotowskis Theater-Laboratorium gepflegt, weiterentwickelt und authentisch weitergegeben werden.“ Andere Schauspieler eröffneten verschiedene Institute, die sich mit Aspekten der Theater- und Schauspielerarbeit Grotowskis beschäftigten und diese verbreiteten.

## Aufführungen
- Orpheus nach Jean Cocteau (1959)
- Kain nach Lord Byron (1960; gilt als erste bedeutsame Aufführung; enthält Mittel der Pantomime, der Satire und des Kabarett, Kämpfe mit Tennisschlägern, Ringen und Boxen)
- Faust nach Goethe (1960 außerhalb des eigenen Theaters mit anderen Schauspielern)
- Mysterium buffo nach Majakowski (1960; außerdem vom Text Das Schwitzbad des gleichen Autors inspiriert, gilt es als beißende Auseinandersetzung mit der bürgerlichen Kunst)
- Schakuntala nach Kalidasa (1960; um Fragmente aus dem Kamasutra erweitert, mit nur wenigen Schauspielern besetzt: Merkmal waren künstliche Sprache und Gesten, die Kostüme wurden von Kindern einer Schule für bildende Künste entworfen)
- Die Totenfeier nach Adam Mickiewicz (1961; zum ersten Mal wird zwischen dem Publikum gespielt, dem auch bestimmte Rollen übertragen werden)
- Kordian nach Juliusz Słowacki (1962; der Handlungsort wird in eine psychiatrische Klinik verlegt, es gibt mehrere Etagenbetten, auf denen die Schauspieler inmitten des Publikums agieren und die Zuschauer sitzen).
- Akropolis nach Stanisław Wyspiański (1. Fassung 1962; die Handlung wird in ein nazistisches Konzentrationslager verlegt, die Schauspieler bauen während der Aufführung ein absurdes Gerüst aus Rohren: „Arbeit macht frei!“, um danach geschlossen in eine symbolische Gaskammer zu verschwinden)
- Akropolis (2. Fassung 1962)
- Dr. Faustus nach Marlowe (1963; die Zuschauer sind Gäste beim Abschiedsessen des Faustus, sitzen an Tischen, auf denen die Schauspieler agieren)
- Studie über Hamlet nach Shakespeare/Wyspiański (1964; wird in einem leeren Saal gespielt, die Zuschauer sitzen an den Wänden)
- Akropolis (3. Fassung 1964)
- Akropolis (4. Fassung 1965)
- Der standhafte Prinz nach Calderón/Słowacki (1. Fassung 1965; die Handlung spielt hinter vier Holzwänden, die Zuschauer müssen über diese schauen wie in eine Art „Löwengrube“ hinein; die Paradefigur des Ryszard Cieślak)
- Der standhafte Prinz (2. Fassung 1965)
- Akropolis (5. Fassung 1967)
- Der standhafte Prinz (3. Fassung 1968)
- Apocalypsis cum figuris nach Texten aus der Bibel/Dostojewski/Słowacki/T. S. Eliot/Simone Weil (1. Fassung 1969; unter dem Arbeitstitel Evangelien entstanden, ebenso von Thomas Manns Doktor Faustus beeinflusst, kommt dem Zuschauer die Rolle als „Zeuge“ zu. Ein Kritiker schrieb: es gibt „sechs Schauspieler … und die Zuschauer. Sonst gab es nur noch einen Laib Brot, einen Eimer Wasser, ein Messer, ein Handtuch, Kerzen und zwei Scheinwerfer. Das und nur das.“)

Das „nach“ zeigt, dass Grotowski nie „vom Blatt weg“ inszenierte, sondern die Vorlagen durch z. B. freie Improvisationen und Assoziationen der Schauspieler völlig neu „erfand“; die verschiedenen Versionen zeigen, dass die Inszenierungen nie völlig abgeschlossen waren, sondern Teil eines „lebendigen Prozesses“, so Grotowski.
Danach machte Grotowski, hauptsächlich mit dem Schauspieler, der seine Prinzipien am meisten verkörperte: Ryszard Cieślak, weite Reisen, um seine Theorie und Praxis in Vorträgen, Seminaren, Tourneen und Theaterfestivals auf der ganzen Welt, etwa dem Theater der Nationen 1967 in Paris und 1975 in Warschau oder im Kulturwettbewerb, der 1972 die Olympischen Spiele in München begleitete, vorzustellen.

## Die „Special Projects“
1975 vollzog Grotowski den einschneidendsten Schritt in seiner Entwicklung: Er wandte sich von Theater im Sinne einer Aufführung konsequent ab und vollführte nur noch sogenannte „Special Projects“, also paratheatralische Experimente und Selbsterfahrungspraktika, in denen die Teilnehmer auf unerwartete Aufgaben und Situationen gestoßen werden. Diese gingen meist über mehrere Tage in freier Natur und standen jeweils unter einem Motto, etwa „Tree of people“.

## Weitere Arbeitsphasen

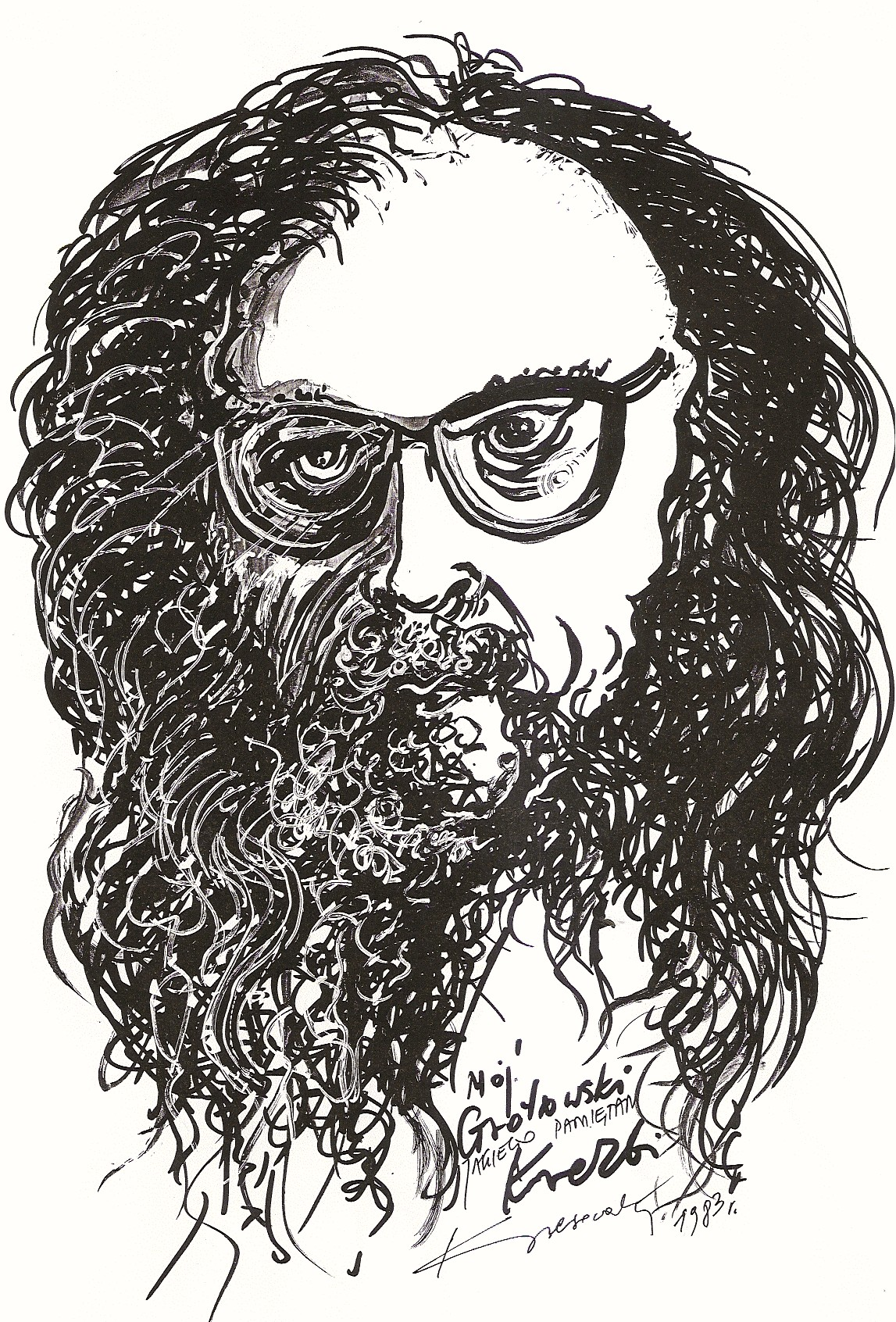
Grotowski-Porträt von Zbigniew Kresowaty, 1983

Von 1976 bis 1982 arbeitete Grotowski mit einer multinationalen Gruppe von 36 ausgewählten Personen am „Theatre of Sources“, in dem es ihm um den Ursprung überlieferter Techniken ging. Seine Forschungsreisen führten ihn etwa erneut nach Indien sowie nach Mexiko und Haiti. In Haiti ging er auf Spurensuche nach den ab 1802 im Auftrag Frankreichs als Söldner eingesetzten Polen und bemerkte auf zahlreichen Voodoo-Altären ein Bild der heiligen Maria, die der Ikone der Schwarzen Madonna von Częstochowa unglaublich ähnelte.
Daran schloss sich das „objektive Drama“ (Objective Drama, 1983 bis 1986) an, eine Phase, während der Grotowski theatrale Elemente wie Tänze, Gesänge, Beschwörungen, Rhythmen und den Gebrauch des Raums studierte. Der Fokus wurde auf extreme Genauigkeit der künstlerischen Fertigkeiten und der professionellen Ausführung jeden Details gelegt. Die Vermittlung fand durch Kurse unter weitgehender Ausschaltung der Öffentlichkeit statt.
Seine letzten dreizehn Jahre verbrachte er am Workcenter of Jerzy Grotowski and Thomas Richards mit der Phase von „Art as vehicle, in which, as in certain old traditions, the attention for art goes together with the approach of the interiority of the human being“ in Pontedera, wo er auch starb.

## Grotowskis Ziele
Grotowski wollte ein von allem Überfluss des Theaterapparats (des „reichen Theaters“) gereinigtes Zurückbesinnen auf den Urgrund der Schauspielkunst erreichen. Er entwirft in seinem Plädoyer Für ein armes Theater ein Schauspiel, das „ohne Schminke, ohne eigenständige Kostüme und Bühnenbild, ohne abgetrennten Aufführungsbereich (Bühne), ohne Beleuchtungs- und Toneffekte usw. existieren kann“ (Grotowski, 1994 und früher). Dabei versucht Grotowski, den Schauspieler zu enthemmen, seine Physis zu lockern, seine Psyche aufzureißen und ihm seine Maske zu nehmen: Der Schauspieler tritt dem Publikum quasi nackt gegenüber – das Publikum wird zum Zeugen. Dabei benutzt Grotowski ein hartes körperliches und psychisches Training, weil er vom Schauspieler ein „Sich-Überschreiten“ verlangt, sowie die genaue Analyse der einzelnen Prozesse durch Spezialwissenschaften. „Der Schauspieler ist zumindest in seiner Rolle Schöpfer, Modell und Schöpfung in einem“, so Grotowski. Diesem Anspruch entspricht die Arbeits- und Lebensform seines Ensembles, nämlich „freiwilliger Verzicht auf materielle Güter, sektenartiges Zusammenleben, kollektive Erfindung, hohes Ethos“.

## Leistungen
Grotowskis Charisma ließ ihn schnell zu einem neuen Theater-Guru heranwachsen, der bei konventionellem Theaterpublikum zwar Ablehnung und sogar Ekel hervorrief, dem die jungen Schauspieler jedoch im Geiste der Jugendbewegungen von 1968 wie Jünger folgten. Er schuf durch seine Schriften auch die theoretische Grundlage für seine Arbeit, die ein „armes Theater“, also ein von allen überflüssigen Requisiten befreites und nur auf den Schauspieler und seine Kunst beschränktes Theater forderten. Seine Lehre übt immer noch einen großen Einfluss auf viele Schauspieler, Regisseure (hier vor allem: Peter Brook) und freie Theatergruppen aus.

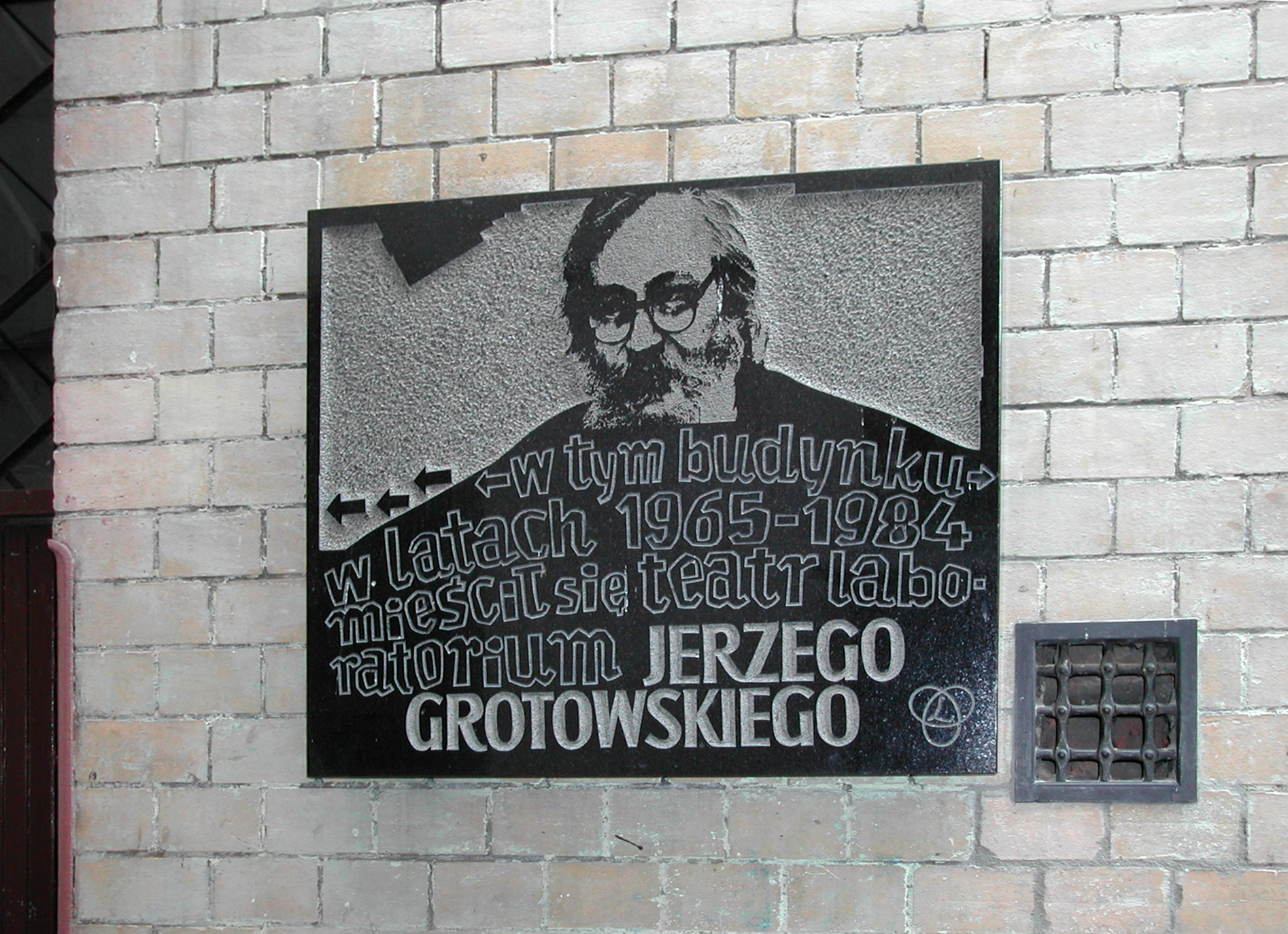
Gedenktafel für Grotowski in Breslau

## Auszeichnungen
- Staatspreis 1. Klasse der Volksrepublik Polen auf dem Gebiet der Kunst
- Ordentlicher Professor der Ecole Supérieure d’Art Dramatique in Marseille
- Ehrendoktortitel der Universität in Pittsburgh
- Verdienstdiplom des Nationalmuseums der USA/Smithsonian Institute in Washington „für den hervorragenden Beitrag zur Entwicklung des Welttheaters“
- 1987: Mitglied der American Academy of Arts and Sciences
- 1991: „Fellow“ der MacArthur Fellowship[9]
- 1998: Ehrenbürger von Breslau[10]

## Werke
- Für ein armes Theater. Friedrich, Velber 1970, Orell Füssli, Zürich und Schwäbisch Hall 1986 und Alexander-Verlag, Berlin 1994.
- Unbetitelter Text. In: Michael Hüttler, Susanne Schwinghammer, Monika Wagner: Aufbruch zu neuen Welten. Theatralität in der Jahrtausendwende. IKO, Frankfurt am Main 2000, S. 207–209. ISBN 3-88939-542-2.
- Peter Brook, Jean-Claude Carrière, Jerzy Grotowski: Georg Iwanowitsch Gurdjieff. Alexander-Verlag, Berlin 2001.